# Senesino

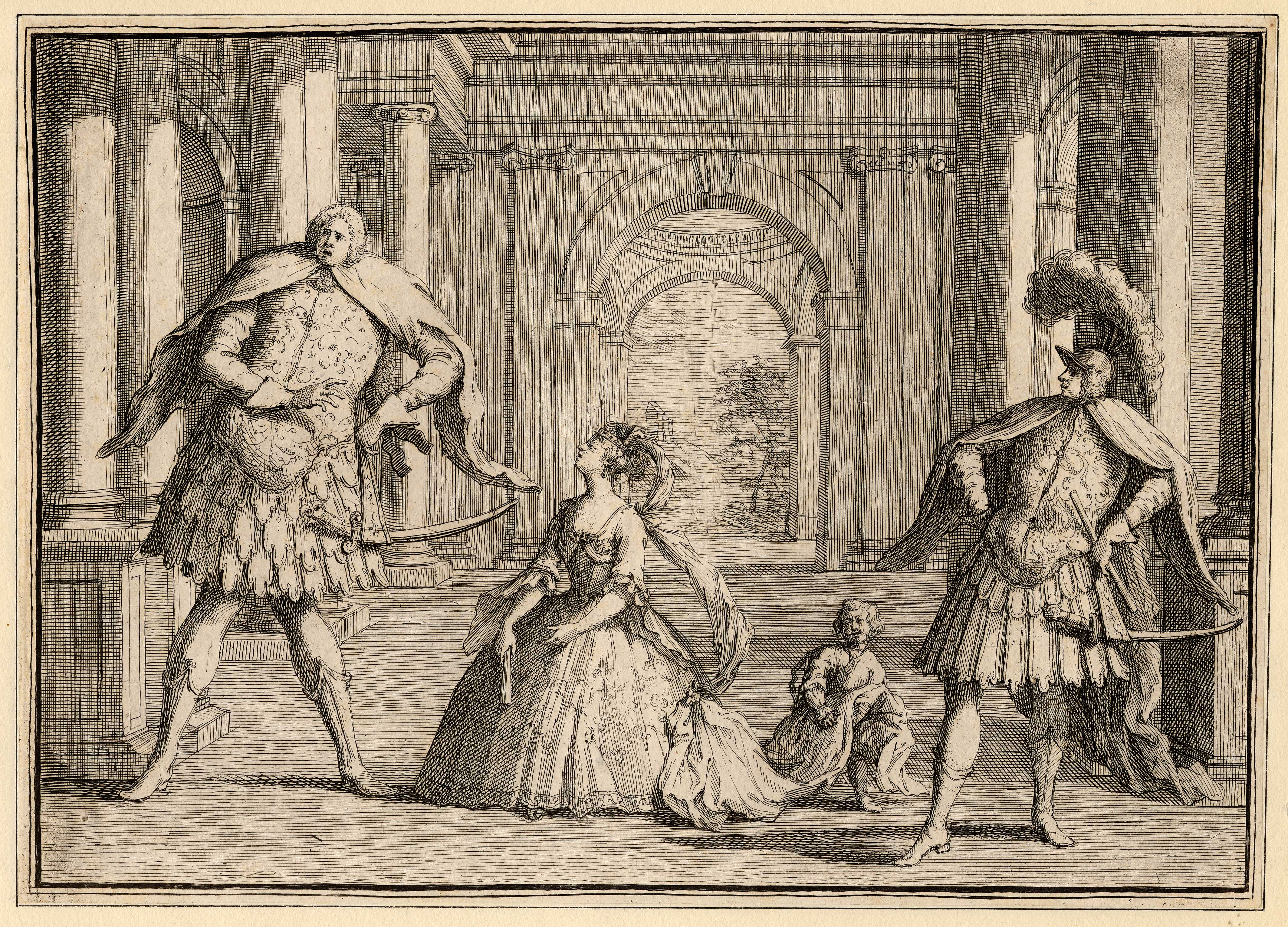
Grabado con la caricatura de Senesino y Francesca Cuzzoni.

Francesco Bernardi, más conocido como Senesino, fue uno de los más afamados castrati de la historia. 
Nacido el 31 de octubre de 1685 y muerto el 27 de noviembre de 1759 fue uno de los cantantes predilectos de Haendel. 
Su tesitura de contralto y sus magníficas florituras provocaban la admiración del público. 
Se dice que su voz podía ser clara y aguda aunque emocionaba con su bello claroscuro en las notas más graves. 
Sus casi dos metros hacían a Senesino perfecto para los papeles de héroe.
Entre los castrati es muy conocido por estrenar el 20 de febrero de 1724 el famoso Giulio Cesare (Julio César) de Haendel junto a Francesca Cuzzoni.
- Datos: Q433838
- Multimedia: Senesino / Q433838